# Cámara gamma

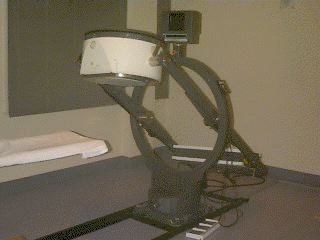
Cámara gamma.

La cámara gamma o gammacámara es un dispositivo de captura de imágenes, comúnmente utilizado en medicina nuclear como instrumento para el estudio de enfermedades. Consta de un equipo de detección de radiación gamma. Esta radiación procede del propio paciente a quien se le inyecta, generalmente por vía intravenosa, un trazador radiactivo (radioisótopo). La modalidad de diagnóstico clínico que realizan las gammacámaras se denomina gammagrafía. A partir de varias proyecciones o cortes bidimensionales se puede realizar una reconstrucción tridimensional que es lo que se denomina un SPECT (tomografía computarizada por emisión simple de fotones). 
El puede ser seguido en el cuerpo del paciente por la cámara gamma logrando así establecer con mayor facilidad el diagnóstico médico. El análisis que ofrecen las gammagrafías es, sobre todo, funcional y no tanto anatómico como es el caso de las radiografías. Servirán pues para evaluar que el metabolismo del paciente funciona correctamente adhiriendo trazadores por ejemplo a plaquetas, eritrocito, glóbulos rojos u otras células de las que se quiera comprobar su correcto funcionamiento. También se pueden marcar moléculas como la glucosa que permiten evaluar qué áreas del cerebro se activan (consumen más glucosa) en determinados momentos.
Cuando estos estudios se aplican al corazón, se alude a ella como cámara gamma cardiológica. Por lo general, estos son estudios de diagnóstico de enfermedad coronaria y de las implicancias diagnósticas y pronóstico en angina de pecho e infarto de miocardio.
La cámara gamma es un equipo que permite realizar estudios de Medicina Nuclear mediante la inyección endovenosa o inhalación de sustancias radiactivas en cantidades científicamente comprobadas inocuas para el organismo. Este material se aloja en diferentes órganos permitiendo la visualización del mismo mediante la radiación emitida y captada por el cabezal de la máquina.
Actualmente estos sistemas además de permitir la adquisición de imágenes planas, pueden rotar alrededor del paciente obteniendo varias imágenes planares, con las que una computadora, por medio de un algoritmo matemático, genera cortes transversales, mejorando la relación señal a ruido, recuperando información perdida por atenuación y en general optimizando el diagnóstico.

## Antecedentes
El uso de radioisótopos se debe a George Hevesy, quien en 1923 realizó la primera investigación biológica animal utilizando ratas. Dicha investigación demostró que la radiactividad proporciona una marca a través de los cuerpos. A partir de este descubrimiento, varios investigadores encontraron diversas formas de obtener imágenes estáticas de órganos y sistemas anatómicos, por medio de inyecciones de radioisótopos y con el uso del centellógrafo. Pero no fue hasta 1958 que el ingeniero electrónico Hal Oscar Anger concibió la cámara gamma, con la que se obtiene una imagen prácticamente instantánea, sea en serie continua o selectiva, posibilitando, además, el registro de fenómenos dinámicos en el cuerpo humano.
Existen distintos marcadores específicos para cada órgano, de tal manera que se pueden realizar estudios en distintas especialidades.
- Estudios cardiológicos
- Estudios óseos
- Estudios renales
- Estudios pulmonares
- Estudios digestivos
- Estudios del aparato circulatorio
- Estudios en sistemas venoso y linfático
- Estudios en sistema nervioso central
- Estudios de tumor e inflamación

## Procedimiento para realizar un estudio con la cámara gamma
Consiste en inyectar por vía endovenosa una muy pequeña cantidad (unos 3 a 5 cc) de una sustancia que contiene material radiactivo (trazador radiactivo). De acuerdo al tipo de estudio que quiera hacerse, lo que se desee observar, etc., se inyectan distintas sustancias (tecnecio, talio, etc.), y se puede agregar una prueba de esfuerzo (ergometría) o no.
Luego de hacer esto se coloca al paciente acostado (generalmente boca abajo) bajo un aparato abierto y silencioso, que contabiliza la radiación que emite el órgano bajo estudio, para identificar cómo se ha distribuido el trazador en el mismo.
Es un procedimiento indoloro (excepto por la inyección del trazador), pero que irradia al paciente proporcionalmente a la cantidad de trazador inyectado, ya que el mismo emite rayos gamma.